# Чудин (Брестская область)

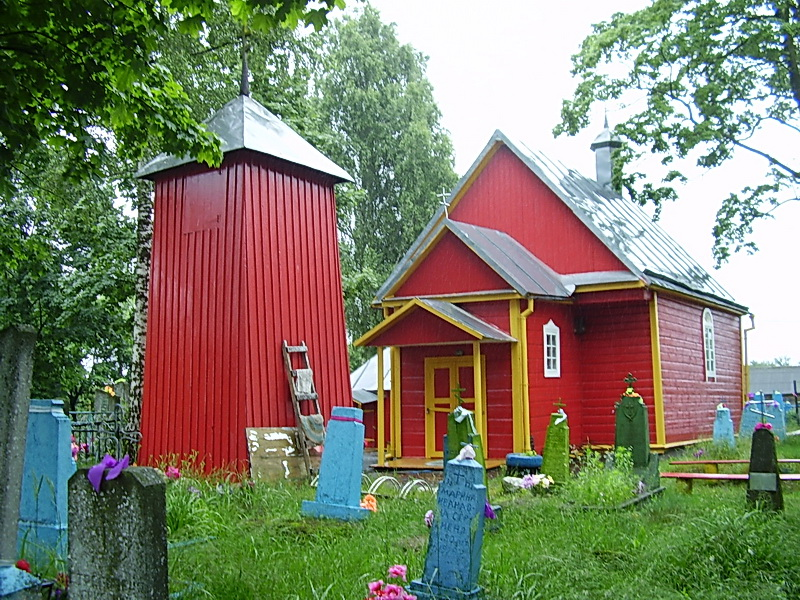
Георгиевская церковь

Чу́дин (бел. Чу́дзін) — агрогородок в Ганцевичском районе Брестской области Белоруссии. Административный центр Чудинского сельсовета. Население — 590 человек (2019).

## География
Чудин находится в 35 км к востоку от Ганцевичей на границе с Минской областью. Село стоит на правом берегу реки Лань. В Чудине заканчивается местная автодорога Огаревичи — Большие Круговичи — Будча — Чудин. Ближайшая ж/д станция — в Ганцевичах (линия Барановичи — Лунинец).

## История
Первое упоминание о Чудине датируется XVI веком, известен как село в Новогрудском воеводстве Великого княжества Литовского. После второго раздела Речи Посполитой (1793) в составе Российской империи, в Слуцком уезде Минской губернии.
В 1867 году построена деревянная православная церковь св. Георгия, сохранившаяся до наших дней.
В 1886 году село насчитывало 39 дворов и 349 жителей. В конце XIX века в Чудине жил и работал известный фольклорист и этнограф А. К. Сержпутовский. Согласно переписи 1897 года здесь было 87 дворов и 698 жителей.
В ноябре 1919 года установлена советская власть. В феврале 1918 года Чудин оккупирован германскими войсками, с марта 1919 года — войсками Польши. Советская власть воссоздавалась в начале 1919 года и июле-августе 1920 года.
Согласно Рижскому мирному договору (с марта 1921) деревня вошла в состав межвоенной Польши, где принадлежала Лунинецкому повету Полесского воеводства. В 1921 году насчитывала 182 дома и 994 жителя. С 1939 года в составе БССР.
С 15.01.1940 года в Ганцевичском районе Пинской области, с 12.10.1940 года центр сельсовета. В 1940 году в деревне 269 дворов, 1146 жителей, создан колхоз, работали неполная средняя школа, сельпо, телефон, фельдшерский пункт.
В Великую Отечественную войну с конца июня 1941 года по 7 июля 1944 года оккупирована немцами. 38 жителей села погибли в войну. В лесах около Чудина базировались Ганцевичские подпольные райкомы КП(б)Б и ЛКСМБ, партизанская бригада имени Ленина Пинского соединения. Партизаны бригады разгромили в деревне гитлеровский гарнизон. 14.10.1942 года оккупанты сожгли 204 двора и убили 16 жителей. В 1971 году в их память в центре деревни установлена скульптурная композиция. 
С 8.01.1954 года Чудин вошел в состав Рожанского сельского совета Ганцевичского района Брестской области, 16.07.1954 года Чудинский сельский совет упразднён, территория его присоединена к Рожанскому сельскому совету, 22.12.1959 года центр сельсовета перенесён в Чудин, а сельсовет переименован в Чудинский Ганцевичского района Брестской области (в 1964 году Рожанский с/с был восстановлен в прежних границах в составе Любанского района, с 1965 года — в Солигорском районе). Согласно переписи 1959 года 1663 жителя.
С 25.12.1962 года до 30.07.1966 года в Ляховичском районе Брестской области.
Согласно Указу Президиума Верховного Совета Белорусской ССР от 30 июля 1966 года на территории Брестской области образован Ганцевичский район, в состав которого вошел Чудинский сельский совет. 
Согласно переписи 1970 года — 1918 жителей.
С 29.03.2011 — агрогородок Чудин Чудинского сельсовета Ганцевичского района Брестской области.

## Достопримечательности
- Свято-Георгиевская церковь. Построена из дерева в 1867 году. Памятник архитектуры, включена в Государственный список историко-культурных ценностей Республики Беларусь[4].
- Памятник землякам, погибшим в войну.
- Братская могила партизан
- Мемориальная доска в честь Ганцевичских подпольных райкомов КП(б)Б и ЛКСМБ, партизанской бригады имени В. И. Ленина